# John S. Waugh
John Stewart Waugh (25 avril 1929 - 22 août 2014) est un chimiste américain et professeur d'institut au Massachusetts Institute of Technology.

## Biographie
Il est connu pour avoir développé la théorie hamiltonienne moyenne et l'utiliser pour étendre la spectroscopie RMN, auparavant limitée aux liquides, à l'état solide. Il est l'auteur d'ANTIOOPE, un simulateur gratuit à usage général basé sur Windows des spectres et de la dynamique de la résonance magnétique nucléaire (RMN). Il utilise également des systèmes de quelques spins couplés pour illustrer les exigences générales d'équilibre et d'ergodicité dans les systèmes isolés.
En 1974, Waugh est élu membre de l'Académie nationale des sciences (NAS), dans la section Chimie.
Waugh reçoit le prix Wolf de chimie pour 1983/84 avec Herbert S. Gutowsky et Harden M. McConnell pour leurs travaux indépendants sur la Spectroscopie RMN. Waugh est cité pour ses "contributions théoriques et expérimentales fondamentales à la spectroscopie par résonance magnétique nucléaire à haute résolution dans les solides". En 2011, Waugh reçoit le Welch Award in Chemistry pour avoir révolutionné la spectroscopie RMN. Selon Ernest H. Cockrell, président de la Fondation Welch, Waugh "a découvert comment utiliser la RMN pour étudier les solides, créant une collection d'outils qui permet aux chercheurs de visualiser les structures et les propriétés des protéines, des membranes, des virus et de nombreux autres éléments essentiels de la vie. » Ses travaux continuent d'être largement utilisés en chimie, physique, biologie, science des matériaux et médecine. Il est décédé le 22 août 2014.